# Харамбаша
Харамбаша или арамбаша (тур. Harami Başı) је био термин код јужних Словена. Овај термин се користио код Словена исламске вероисповести који су користили арапски језик и писмо, да означе вођу харамија. У српском језику, је почео да се користи и код становника који нису исламске вероисповести у записима од 18. до 19. века када се користио у епским песмама и легендама, као титуларни назив за вође одметничких побуњеника унутар територије Османског царства. Иако се касније уводи термин, српске епске песме наводе харамбаше као појединце који су због јуначких дела у колективној свести упамћени још од 15. века. Израз харамбаша је код неких крајишких и црногорских епских песника заправо представљао заменску титулу истог значења типа Војвода, Војсковођа, Капетан или Сердар, иако је харамбаша заправо супротност сердара који је вођа легитимне војске, који признаје и поштује територију и законе Османског царства на чијој су територији тада и уживали одређене погодности.

## Етимологија
По тумачењу Абдулаха Шкаљића, етимологија харамбаше означава поглавара побуњеничке војске, изводи се од две речи:
- харам — верски забрањено или од армија, војска
- баш — глава, поглавар (првобитно тур. : поглавар)

Абдулах Шкаљић тумачи етимологију Харамбаше изводећи га из исправног извора али из Српске епике. У тумачењу није обухватио старије и шире значење речи харамбаша које се изводи из:
- херема или харам означавају забрањено и лоше. Нпр. данас у 21. век се реч харам користи као симбол за храну која не поштује стандард исламских закона, супротно од Халала који је доказ поштовања стандарда припреме хране по исламским законима[6][7].

Етимологија арапског харам се везује за старију реч херема што означава особу коју је јеврејска скупштина (Синедрион) означила као отпадника од вере, јеретика, безбожника. У Српском језику тако специфично верско значење речи, означава византијска реч Анатема. Када се развио термин Харамбаша код исламских народа, он је имао за циљ да означи вођу Харамија а може да означава подједнако мушкарца или жену. У кинематографији исламских земаља, када се из збирке прича хиљаду и једна ноћ, говори о Алибаби и четрдесет разбојника, Алибаба се такође назива и харамбаша са четрдесет харамија. Подједнако може да означава мушкарца или жену зато што се у Турском језику уз реч харам (забрањено) и халал (дозвољено) појављује реч харем (свето место или женски чланови породице), уз коју спонтано и настаје реч харембаша (харемпаша) и харамбаша (харампаша). Етимологија Харамбаше и Харембаше се до усвајања речи Харамбаша као вишезначне речи, изводила из три речи, користећи обавезно реч баса (или паша) и једну од две преостале речи (харам или харем):
- харем води порекло из хебрејског језика, означава свето и неповредиво место или женске чланове породице
- харам означавају забрањено и лоше
- баша — глава, поглавар (првобитно тур. : поглавар, — баша-паша: поглавар)

Примери значења речи харамбаша код муслимана:
- жену са оштрим језиком[1].
- жену у харему која има негативан утицај на остале жене унутар харема у циљу кршења поретка у харему, махали, завереништва, сплеткарења (изиграва „Пашу од Харема”). Преведено значење би било уношење харама у харему, доношење зла у светом месту…
- вођу одметника, лопова, безбожника на територији османског царства. Оне који ремете мир у местима која су за муслимане предвиђена да буду света и законом регулисана. Реч Харамбаша тада кориштена, има за циљ да одметнике прикаже као физички слабу силу, повезујући их са женама у харему. Код Турака Харамбаша не води хајдуке (сточари или регуларна пешадија) већ Харамије што је означавало лопове, криминалце и отпаднике од друштва[8].

## Краљевина Србија и Српска Војводина
Ретко се помињу појединци као харамбаше у литератури, ако се помиње онда означава неке појединце који су били преступници у закону током Османске владавине. Или вође малобројних банди након ослобођења од Османлија а током владавине Аустроугарске. Само Вук Караџић који је до 1804 године био лични писар једног од вођа првог српског устанка, Ђорђа Ћурчије. Јесте забележио тада за Ђорђа Ћурчију да је био Харамбаша чете хајдука, током герилских сукоба за ослобођење од Османлија у Подрињу. Након чега страда у међусукобу са осталим вођама Српског устанка којима се замерио.
Термин Харамбаша на територији Краљевине Србије и Војводине није део локалне епске књижевности код Срба у Војводини и Краљевини. Нити постоји однос према харамбаши титуларно као кнезу или капетану са мандатом, што је случај код савремене Хрватске културне политике. Где се то посматра као национална и од 2009 године, као УНЕСКО, светска нематеријална културна баштина Хрвата. Код Хрвата се званично харамбаша поставља у раван са легитимним кнезом или мандатом ограниченим општинским или војним капетаном. тј. замењује их Харамбаша у новој организационој структури заједнице доста другачије од традиционалне Далматинске из доба власти Немањића у чије време постоје витешке игре на тим просторима.
У Савременој Србији, код Срба и рецимо Хрвата и Мађара у Србији не постоји такав културни однос према Харамбаши. У прошлости, термин се користи за вође малобројних група бандита. Што се примећује код српског етнолога и антрополога Људмиле Шајтинац, као и историчара др. Мирчо Марана који су обрадили тему разбојника у Банату наводећи за вође и термин харамбаша. Не наводе Харамбашу као једнаког капетану или члану ослободилачког покрета што је карактеристика за део Српске епике у 18. и 19. век. У њиховим истраживањима се наводи, да након ослобођења Баната који улази у територију Хабзбуршке монархије 1739. године, као Банатска војна крајина. У области око Зрењанина и Панчева је постојала је банда харамбаше Живана Врговића. Банда је имала укупно 8 чланова и постали су познати након пљачке кнеза у Итебеју. Неки каснији харамбаша ког наводе у Банату је малобројна банда Лазара Добрића која се појављује од 1798. године. Банда је имала много пљачки али истичу се јер су нападали поседе породице Киш на њихово породично имање, где је забележено да Агност Киш који је наследио и управљао породичним имањем, да би стао на крај харамбаши, заједно са полицијом прави заседу током примопредаје новца. Што је Лазар Добрић избегао и није се појавио, већ је током војних вежби које су пар месеци касније заузеле пажњу мештана, дошао на имање прерушен у пуковника и представио се као Фабијан. И тако успео да прође поред полиције која је стално чувала имање и чланове породице Киш од њега.
Под утицајем епских песама, харамбаша се прихвата у савременој Србији али као победник спортског такмичења, не представља члана легитимног збора. Тако имамо различите скупове настале од друге половине 20 века или почетком 21 века.
Од 1966. године у Мачвански управни округ постоји спортско такмичарски скуп, Хајдучке вечери, које су основане у спомен на први српски устанак. На такмичењу се сваке године окупљају Срби из свих Српских округа и региона. Победник такмичења се почасно проглашава Харамбашом.
ОД 2004. године у Осечини постоји спортско такмичарски скуп, Подгорски вишебој који је основан у спомен на битку у Братачићу 1806 године у току Првог српског устанка. Победник у одмеравању снаге у скоку у даљ из места, затим скоку у вис преко пања, бацању камена с рамена, борбама на брвну и надвлачењу клипка се проглашава харамбашом.
Од 2013. године у Смедеревску Паланку постоји спортско такмичарски скуп Главашеви дани, назван по Станоју Главашу. Након парастоса на његовом гробу, одржава се такмичење где најбољи такмичар бива проглашен за Харамбашу. Иако је Станоје Главаш био један од хајдука и Војвода првог Српског устанка, не харамбаша. Самим тим је организација такмичења Главашеви дани, направила малу реформу титула код уобичајених војводских игара типа у Сремску Митровицу, где је 1992. године основан Сабор Војводе Стојана Чупића где се на спортском такмичењу победник прогласи Војводом такмичења.

## Бока, Херцеговина и Црна Гора
Пример једног од најпознатијих бораца из Српске епске књижевности у време великог турског рата који се наводи као најистакнутији харамбаша од стране Турака, династије Петровић Његош и Српске епске књижевности касније је Драгојло Николић (Бајо Пивљанин) пореклом из жупе Пиве у старој Херцеговини. Он је упоредо коришћен од Османлија и Срба као симбол са једне стране, вође разбојника и неверника, док је са друге стране, Србима један од симбола страдања Срба за ослобођење од Османлија. Драгојло Николић је као један од војних капетана Млетачке републике предводио војне јединице сачињене од Срба и Морлака против Османлија у многим биткама, типа у Француској, Далмацији, Кандијском рату. Са последњим бојем где је на позив Млетачког провидура у Боку дошао да подржи Бокељски поход на Скадарски санџак. Са циљем територијалног ослобођења Црногорског вилајета који је бранио Сулејман-паша Бушатлија из Скадра. Сукоб војски је био на брду Вртијељка код Цетиња 1685 године, познат као Битка на Вртијељки. По млетачким изворима, хиљаде Српских бораца са Пељешца, Конавала, данашње Боке которске, Његуша, Паштровића, околине Будве итд. са Драгојлом Николићем и његовом четом, страдали у боју. Са записом хроничара Млетачке републике, да је напад пропао услед издаје савезничких бораца сачињених од хришћанских Морлака (млетачка плаћеничка јединица) који су се повукли и напустили Србе током битке. Навод Турака и Срба је, да морлаци и нека хришћанска племена из вилајета прелазе на страну Сулејмана паше Бушатлије, који је након победе, симболично однео главе српских бораца, цару у Истанбул где је прогласио победу Турака. То је био први пропагандно значајнији војни пораз приморских Срба и Млетачке републике у организованом опште ослободилачком рату који се завршио 1690-е године првом великом сеобом Срба.
Побуна приморских Срба и других, испраћена наизменично од Млетака, Папске државе и Шпаније. Ослобађа Далмацију и Боку, не престаје поразом на Вртијељци. Па 1692 године, Сулејман Паша Бушатлија бива смртно рањен у новој војној кампањи са простора Боке на Црногорски вилајет, што је и након битке у Цетиње довело до мировног споразума од 11 тачака којим су гарантована грађанска и верска права унутар тог дела Османског Царства, Српским становницима Црногорског вилајета под Бушатлијама. И самим тим зачетном ослобођењу Црне Горе као Српске слободне територије и наставак ослобођења осталих Српских земаља од Османлија који се касније поново повезао са другим Српским устанцима у велику побуну Срба и протеривање османске војске.
Последњи пример титуле искључиво без утицаја Османске културе унутар Скадарског санџака код Срба, имамо на Зетским планинама, тј. Катунској нахији где је Драшко Поповић 1687. године постављен за Кнеза током кратке уније са жупом Грбаљ где је владало најмање 5 кнезова. Па после мировног споразума након битке на Цетињу 1692. године. постаје Војвода целе Зетске планине, 1693. године. Након тога Данило I Петровић Његош, године 1718. укида кнежевство и уводи племенско уређење друштва и Сердарство у Катунској нахији, тада законски свако племе има дужност да изабере свог сердара који поседује извршну власт да тужи и пресуђује. Након успостављања световне власти и апсолутног ослобођења од Бушатлија 1852. године настаје Књажевина Црна Гора. Владајућа династија Петровић тада уз постојеће Сердар, Војвода и Сенатор, опет уводи титулу Капетан и Кнез која је била постигнута битком на Цетиње, пре увођења сердарства. То су збирно биле званичне титуле у Кнежевини и на кратко Краљевини Црној Гори која траје све до стварања Краљевине Југославије.
У Црногорски вилајет који је био под владавином Бушатлија до успоставе Књажевине Црне Горе (и књижевности са других простора где су османлије имале велик утицај и
владале), Драгојло Николић се означавао увек као Харамбаша. За разлику од тог доминантног културног утицаја у Црногорски вилајет који чак дефинише и стваралаштво Његоша, код Бокеља где је Драгојло Николић живео, није се користио термин харамбаша или сердар. Код Бокеља се традиционално задржао титуларни назив Кнез, Жупан и Капетан. Те титуле су опстале и током млетачког патроната у Боку, када су уз остале титуле имали и титулу Млетачког Провидура. Бококоторски архиви бележе да је Драгојло Николић (Бајо Пивљанин) последње године живота провео у Боку са својом породицом и са неколико стотина његових бораца који са њим трајно мигрирају у Боку. Он је у сачуваним до данас, личним препискама био ословљаван у титуларном контексту само као Поглавица чете. Или на примеру једног Херцеговца који га у писму назива Четобаша што је етимолошки гледано, турцизам са којим се означавао вођа чете или четника. Али за разлику од харамбаше, реч четобаша нема намеру да означи појединца као нелегитимног и вођу лопова, и самим тим прикаже супротну страну (османлије) као легитимне и свете праведнике.

## Војна Крајина, Далмација, Истра и Моровлашка
Књига Драгутина Мићовића „Крајишка Епика” коју је објавио САНУ, 1980. године, је најбољи пример миграције титуларног термина Харамбаша на место термина Капетан у војној крајини. У Крајишке Епике се сабирају и документују јуначке крајишке традиционалне епске песме и историјско-архивске потврде за догађаје о којима исте приповедају. У својим историјским забелешкама аутор наводи да су браћа Мумин и Мустафа Беширевић били Харамбаше, на основу архивских докумената из њиховог времена, 1641. године у којим се исти од стране Срба, наводе као Капетани у Острошцу. Где је очигледно да се у „Крајишке епике” без објашњења, од стране аутора терминолошки поистовећује значење титуле Капетан и Харамбаша. Иста књига анализира и друге архивске документе због потврде веродостојности давног сукоба и смрти крајишког Крешта капетана. Где се извори узимају упоредо из некада сукобљених страна, назначено од босанскохерцеговачко-арбанашких муслиманских и хришћанско-крајишничких списа. У преписима њихове епске историје наводи се да босанскохерцеговачки арбанаси у својим епским песмама супротно од званичних докумената крајишника, Крешта Капетана називају Костреш Харамбаша. Што такође потврђује да термин харамбаша није коришћен код Срба на територију данашње Босне и Хрватске, до појаве епских песама и књижевности током 18. и 19. век.  
Путописна књига Џорџа Борова „Библија у Шпанији” из 1843 године, бележи да аутор упознаје једног Харамбашу у Мадридском затвору. Забележио је и значење тада за енглезе непознатог термина Харамбаша. По наведеној књизи, реч Харамбаша „означава циганина који је вођа банде сачињене од циганских лопова и ханибала у Шпанији и Италији, даље у књизи наводи да су те банде са територије тадашње Италије, одлазиле у Угарску коју су опустошили почетком 18-века, пљачкајући насеља и правећи разне злочине”.
Џорџ Борв овде у контексту Шпаније говори такође о подручју Хрватске и Далмације, јер се оне традиционално и данас наводе као територије Шпанске монархије, тако што је Хрватска, Шпанији преговорима уступљена од стране Хабзбургшке монархије. Док је у ослобођењу дела Боке и Далмације, учествовала доминантно Шпанија са Српским бродовласницима и савезницима из Боке, Пељешца и неких делова Далмације који су формирали војну морнарицу за ту потребу и након победе, добили право миграције у латинску Америку и стварања својих насеља, такође су постали део увозничког ланца семена Дувана, Паприке, Парадајза, Кромпира, Кукуруза и друге латиноамеричке хране која се појавила преко Шпаније. Док наводећи Италију у том контексту, ту се опет говори претежно о подручју данашње Хрватске, тј. полуострва Истре и Моровлашке које су Шпанци препустили Млетачкој републици као члану свете лиге, која се касније ујединила са Италијом. Отавде су ти описи канибала који из Италије вођени Харамбашама одлазе у Краљевину Угарску и праве разне злочине вероватно у Лици, Посавини, Славонији, Срему, Банату, Бачкој...Ти Морлаци у списима Италијана, подједнако су називани Морлаци или Цигани (zingeri), што одговара опису Џорџа Борова. Јер Млетачка република је пре свог уједињења са Италијом, током расељавања Срба под њихову власт, доселила Морлаке на обалу полуострва Истре као и на стару земљу Либурна (Ћићеваца), Велебит и Цетину одакле су и Буњевци мигрирали као и Ћићевци. Морлаци су досељени са источне територије коју је Млетачка република губила од Османлија али и даље контролисала у модерну Грчку и Албанију. Такође су примили Морлаке мигранте из данашње Румуније. Морлаци су задржали у некој мери романски језик и гркокатоличку хришћанску традицију. чије седиште за југословенске земље је опстало у Загребу до данас где имамо Гркокатоличку Цркву Хрватске и Србије, као и Гркокатоличке Цркве у Црној Гори. Током 16. и 17. века, због надбројавања Срба и Хрвата, настаје регија Моровлашка као саставни део Аустроугарске све док Беч није извршио административно преуређење када постају део Војне Крајине након чега се одвајају од Крајине и постају део Хрватске административне заједнице.
Настајање Моровлашке и појаву ханибализма о којој се распитују Млеци на територију данашње модерне Босне и Хрватске, помиње касније и Петар II Петровић Његош у својој књизи Горски вијенац објављеној 1847. године, тј. четири године након што је Џорџ Боров објавио Библија у Шпанији. Горски Вијенац наводи млетачко-латинску политику која је претходила досељавању Морлака у Далмацију и Хрватску. Иако је то настављено и касније по наводима прича Војводе Драшка из 17. века, наводи се насилна миграција која је била на планински венац Ћићарија и у тадашњу Папску државу и Млетачку републику, храбрих Хрвата и браће Далматинаца. За приморце се наводи у књизи више пута да су полацмањени они који су прошли кроз миграцију у латинске земље. Зато се моровлашко надбројавање Срба манифестује у Далмацију и Лику и на начин да се на традиционалним зборовима титуларни термин капетан променио у термин харамбаша. Данас су већину Српских капетанских скупова, који су били везани за капетана који води збор или скуп културно национализовали хрвати, типа сињска алка која је обновљена 1818. године са Фрањом Трипалом као првим харамбашом, што је данас регистровано као УНЕСКО светска нематеријално културно добро Хрвата. Док рецимо дубровачка алка која датира из 1385. године, није обновљена. Дубровачка алка је такође била вођена од војног капетана, не од харамбаше. Званично је скуп престао да се одржава након великог земљотреса у Дубровнику где страда већина становника. Далматински српски обичај који је примио културни утицај околних епских песника, уводи харамбашу у церемонију верског обичаја чувара Христовог гроба у локалној цркви у граду Врлика у Далмацији. Тај обичај су крајишки срби пренели у Републику Србију у град Батајницу  након операције олује. Обичај није део витешких или војводских игара које води војвода или војни капетан, већ је верски и 2011 године је уписан у УНЕСКО као светска културна баштина српског народа.